# Campeonato Mundial de Halterofilismo de 2007
O Campeonato Mundial de Halterofilismo de 2007 foi a 76ª edição do campeonato de halterofilismo, organizado pela Federação Internacional de Halterofilismo (FIH). O campeonato ocorreu no Complexo Esportivo do 700º Aniversário, em Chiang Mai, na Tailândia, entre 17 a 26 de setembro de 2007. Foram disputadas 15 categorias (8 masculino e 7 feminino), com a presença de 580 halterofilistas (355 masculino e 225 feminino) de 82 nacionalidades filiadas à Federação Internacional de Halterofilismo (FIH). Teve como destaque a China com 33 medalhas no total, sendo 22 de ouro. 

## Medalhistas

### Masculino
| Evento    | Ouro                           | Ouro   | Prata                          | Prata  | Bronze                          | Bronze |
| 56 kg     | 56 kg                          | 56 kg  | 56 kg                          | 56 kg  | 56 kg                           | 56 kg  |
| --------- | ------------------------------ | ------ | ------------------------------ | ------ | ------------------------------- | ------ |
| Arranque  | Li Zheng · China               | 130 kg | Cha Kum-chol · Coreia do Norte | 128 kg | Hoàng Anh Tuấn · Vietname       | 127 kg |
| Arremesso | Sergio Álvarez · Cuba          | 156 kg | Cha Kum-chol · Coreia do Norte | 155 kg | Eko Yuli Irawan · Indonésia     | 154 kg |
| Total     | Cha Kum-chol · Coreia do Norte | 283 kg | Li Zheng · China               | 283 kg | Eko Yuli Irawan · Indonésia     | 278 kg |
| 62 kg     |                                |        |                                |        |                                 |        |
| Arranque  | Yang Fan · China               | 142 kg | Im Yong-su · Coreia do Norte   | 142 kg | Ivaylo Filev · Bulgária         | 138 kg |
| Arremesso | Yang Fan · China               | 173 kg | Im Yong-su · Coreia do Norte   | 173 kg | Ivaylo Filev · Bulgária         | 163 kg |
| Total     | Yang Fan · China               | 315 kg | Im Yong-su · Coreia do Norte   | 315 kg | Ivaylo Filev · Bulgária         | 301 kg |
| 69 kg     |                                |        |                                |        |                                 |        |
| Arranque  | Shi Zhiyong · China            | 158 kg | Zhang Guozheng · China         | 155 kg | Mete Binay · Turquia            | 154 kg |
| Arremesso | Zhang Guozheng · China         | 192 kg | Vencelas Dabaya · França       | 187 kg | Kim Chol-jin · Coreia do Norte  | 185 kg |
| Total     | Zhang Guozheng · China         | 347 kg | Shi Zhiyong · China            | 338 kg | Demir Demirev · Bulgária        | 334 kg |
| 77 kg     |                                |        |                                |        |                                 |        |
| Arranque  | Li Hongli · China              | 166 kg | Gevorg Davtyan · Armênia       | 164 kg | Oleg Perepetchenov · Rússia     | 163 kg |
| Arremesso | Ivan Stoitsov · Bulgária       | 205 kg | Kim Kwang-hoon Coreia do Sul   | 201 kg | Sa Jae-hyouk Coreia do Sul      | 200 kg |
| Total     | Ivan Stoitsov · Bulgária       | 363 kg | Gevorg Davtyan · Armênia       | 362 kg | Li Hongli · China               | 361 kg |
| 85 kg     |                                |        |                                |        |                                 |        |
| Arranque  | Andrei Rybakou · Bielorrússia  | 187 kg | Aslanbek Ediev · Rússia        | 172 kg | Georgi Markov · Bulgária        | 172 kg |
| Arremesso | Andrei Rybakou · Bielorrússia  | 206 kg | José Oliver Ruiz · Colômbia    | 205 kg | Jadier Valladares · Cuba        | 201 kg |
| Total     | Andrei Rybakou · Bielorrússia  | 393 kg | Aslanbek Ediev · Rússia        | 372 kg | Vadzim Straltsou · Bielorrússia | 370 kg |
| 94 kg     |                                |        |                                |        |                                 |        |
| Arranque  | Roman Konstantinov · Rússia    | 177 kg | Eduard Tyukin · Cazaquistão    | 176 kg | Eugen Bratan · Moldávia         | 175 kg |
| Arremesso | Yoandry Hernández · Cuba       | 220 kg | Roman Konstantinov · Rússia    | 220 kg | Szymon Kołecki · Polónia        | 219 kg |
| Total     | Roman Konstantinov · Rússia    | 397 kg | Yoandry Hernández · Cuba       | 393 kg | Szymon Kołecki · Polónia        | 392 kg |
| 105 kg    |                                |        |                                |        |                                 |        |
| Arranque  | Andrei Aramnau · Bielorrússia  | 195 kg | Bakhyt Akhmetov · Cazaquistão  | 190 kg | Martin Tešovič · Eslováquia     | 190 kg |
| Arremesso | Alan Tsagaev · Bulgária        | 231 kg | Andrei Aramnau · Bielorrússia  | 228 kg | Nikolaos Kourtidis · Grécia     | 226 kg |
| Total     | Andrei Aramnau · Bielorrússia  | 423 kg | Alan Tsagaev · Bulgária        | 411 kg | Dmitry Klokov · Rússia          | 411 kg |
| +105 kg   |                                |        |                                |        |                                 |        |
| Arranque  | Viktors Ščerbatihs · Letônia   | 202 kg | Evgeny Chigishev · Rússia      | 201 kg | Velichko Cholakov · Bulgária    | 201 kg |
| Arremesso | Evgeny Chigishev · Catar       | 240 kg | Jaber Saeed Salem · Catar      | 240 kg | Viktors Ščerbatihs · Letônia    | 240 kg |
| Total     | Viktors Ščerbatihs · Letônia   | 442 kg | Evgeny Chigishev · Rússia      | 441 kg | Jaber Saeed Salem · Catar       | 435 kg |

- — RECORDE MUNDIAL

### Feminino
| Evento    | Ouro                         | Ouro   | Prata                             | Prata  | Bronze                          | Bronze |
| 48 kg     | 48 kg                        | 48 kg  | 48 kg                             | 48 kg  | 48 kg                           | 48 kg  |
| --------- | ---------------------------- | ------ | --------------------------------- | ------ | ------------------------------- | ------ |
| Arranque  | Chen Xiexia · China          | 96 kg  | Pramsiri Bunphithak · Tailândia   | 86 kg  | Nurcan Taylan · Turquia         | 85 kg  |
| Arremesso | Chen Xiexia · China          | 118 kg | Pensiri Laosirikul · Tailândia    | 112 kg | Pramsiri Bunphithak · Tailândia | 110 kg |
| Total     | Chen Xiexia · China          | 214 kg | Pramsiri Bunphithak · Tailândia   | 196 kg | Pensiri Laosirikul · Tailândia  | 195 kg |
| 53 kg     |                              |        |                                   |        |                                 |        |
| Arranque  | Yoon Jin-hee Coreia do Sul   | 94 kg  | Nastassia Novikava · Bielorrússia | 94 kg  | Li Ping · China                 | 93 kg  |
| Arremesso | Li Ping · China              | 126 kg | Nastassia Novikava · Bielorrússia | 119 kg | Yoon Jin-hee Coreia do Sul      | 117 kg |
| Total     | Li Ping · China              | 219 kg | Nastassia Novikava · Bielorrússia | 213 kg | Yoon Jin-hee Coreia do Sul      | 211 kg |
| 58 kg     |                              |        |                                   |        |                                 |        |
| Arranque  | Marina Shainova · Rússia     | 105 kg | Qiu Hongmei · China               | 103 kg | O Jong-ae · Coreia do Norte     | 100 kg |
| Arremesso | Qiu Hongmei · China          | 135 kg | Marina Shainova · Rússia          | 132 kg | O Jong-ae · Coreia do Norte     | 127 kg |
| Total     | Qiu Hongmei · China          | 238 kg | Marina Shainova · Rússia          | 237 kg | O Jong-ae · Coreia do Norte     | 227 kg |
| 63 kg     |                              |        |                                   |        |                                 |        |
| Arranque  | Liu Haixia · China           | 115 kg | Svetlana Tsarukaeva · Rússia      | 115 kg | Pak Hyon-suk · Coreia do Norte  | 105 kg |
| Arremesso | Liu Haixia · China           | 142 kg | Pak Hyon-suk · Coreia do Norte    | 135 kg | Svetlana Tsarukaeva · Rússia    | 135 kg |
| Total     | Liu Haixia · China           | 257 kg | Svetlana Tsarukaeva · Rússia      | 250 kg | Pak Hyon-suk · Coreia do Norte  | 240 kg |
| 69 kg     |                              |        |                                   |        |                                 |        |
| Arranque  | Liu Chunhong · China         | 121 kg | Oxana Slivenko · Rússia           | 120 kg | Nataliya Davydova · Ucrânia     | 114 kg |
| Arremesso | Oxana Slivenko · Rússia      | 156 kg | Liu Chunhong · China              | 150 kg | Hong Yong-ok · Coreia do Norte  | 133 kg |
| Total     | Oxana Slivenko · Rússia      | 276 kg | Liu Chunhong · China              | 271 kg | Nataliya Davydova · Ucrânia     | 244 kg |
| 75 kg     |                              |        |                                   |        |                                 |        |
| Arranque  | Natalya Zabolotnaya · Rússia | 131 kg | Cao Lei · China                   | 128 kg | Nadezhda Evstyukhina · Rússia   | 128 kg |
| Arremesso | Cao Lei · China              | 158 kg | Nadezhda Evstyukhina · Rússia     | 150 kg | Natalya Zabolotnaya · Rússia    | 150 kg |
| Total     | Cao Lei · China              | 286 kg | Natalya Zabolotnaya · Rússia      | 281 kg | Nadezhda Evstyukhina · Rússia   | 278 kg |
| +75 kg    |                              |        |                                   |        |                                 |        |
| Arranque  | Mu Shuangshuang · China      | 139 kg | Jang Mi-ran Coreia do Sul         | 138 kg | Olha Korobka · Ucrânia          | 126 kg |
| Arremesso | Jang Mi-ran Coreia do Sul    | 181 kg | Mu Shuangshuang · China           | 180 kg | Olha Korobka · Ucrânia          | 155 kg |
| Total     | Jang Mi-ran Coreia do Sul    | 319 kg | Mu Shuangshuang · China           | 319 kg | Olha Korobka · Ucrânia          | 281 kg |

- — RECORDE MUNDIAL

## Quadro de medalhas
Quadro de medalhas no total combinado
| Ordem | País            | Medalha de ouro | Medalha de prata | Medalha de bronze | Total |
| ----- | --------------- | --------------- | ---------------- | ----------------- | ----- |
| 1     | China           | 7               | 4                | 1                 | 12    |
| 2     | Rússia          | 2               | 5                | 2                 | 9     |
| 3     | Bielorrússia    | 2               | 1                | 1                 | 4     |
| 4     | Bulgária        | 1               | 1                | 2                 | 4     |
| 4     | Coreia do Norte | 1               | 1                | 2                 | 4     |
| 6     | Coreia do Sul   | 1               | 0                | 1                 | 2     |
| 7     | Letônia         | 1               | 0                | 0                 | 1     |
| 8     | Tailândia       | 0               | 1                | 1                 | 2     |
| 9     | Armênia         | 0               | 1                | 0                 | 1     |
| 9     | Cuba            | 0               | 1                | 0                 | 1     |
| 11    | Ucrânia         | 0               | 1                | 0                 | 1     |
| 12    | Indonésia       | 0               | 0                | 1                 | 1     |
| 12    | Polónia         | 0               | 0                | 1                 | 1     |
| 12    | Catar           | 0               | 0                | 1                 | 1     |
| Total | Total           | 15              | 15               | 15                | 45    |

Quadro de medalhas nos levantamentos + total combinado
| Ordem | País            | Medalha de ouro | Medalha de prata | Medalha de bronze | Total |
| ----- | --------------- | --------------- | ---------------- | ----------------- | ----- |
| 1     | China           | 22              | 9                | 2                 | 33    |
| 2     | Rússia          | 7               | 12               | 6                 | 25    |
| 3     | Bielorrússia    | 5               | 4                | 1                 | 10    |
| 4     | Coreia do Sul   | 3               | 2                | 3                 | 8     |
| 5     | Bulgária        | 3               | 1                | 6                 | 10    |
| 6     | Cuba            | 2               | 1                | 1                 | 4     |
| 7     | Letônia         | 2               | 0                | 1                 | 3     |
| 8     | Coreia do Norte | 1               | 6                | 7                 | 14    |
| 9     | Tailândia       | 0               | 3                | 2                 | 5     |
| 10    | Armênia         | 0               | 2                | 0                 | 2     |
| 10    | Cazaquistão     | 0               | 2                | 0                 | 2     |
| 12    | Catar           | 0               | 1                | 1                 | 2     |
| 13    | Colômbia        | 0               | 1                | 0                 | 1     |
| 13    | França          | 0               | 1                | 0                 | 1     |
| 15    | Ucrânia         | 0               | 0                | 5                 | 5     |
| 16    | Indonésia       | 0               | 0                | 2                 | 2     |
| 16    | Polónia         | 0               | 0                | 2                 | 2     |
| 16    | Turquia         | 0               | 0                | 2                 | 2     |
| 19    | Grécia          | 0               | 0                | 1                 | 1     |
| 19    | Moldávia        | 0               | 0                | 1                 | 1     |
| 19    | Eslováquia      | 0               | 0                | 1                 | 1     |
| 19    | Vietname        | 0               | 0                | 1                 | 1     |
| Total | Total           | 45              | 45               | 45                | 135   |

## Classificação por equipe
| Posição | Equipe       | Pontos |
| ------- | ------------ | ------ |
| 1       | China        | 523    |
| 2       | Bulgária     | 520    |
| 3       | Rússia       | 501    |
| 4       | Bielorrússia | 484    |
| 5       | Cuba         | 384    |
| 6       | Polónia      | 332    |

| Posição | Equipe          | Pontos |
| ------- | --------------- | ------ |
| 1       | China           | 565    |
| 2       | Rússia          | 450    |
| 3       | Tailândia       | 390    |
| 4       | Coreia do Norte | 371    |
| 5       | Coreia do Sul   | 360    |
| 6       | Ucrânia         | 308    |

## Participantes
Um total de 580 halterofilistas de 82 nacionalidades participaram do evento.
| - Argentina (1) - Armênia (15) - Austrália (3) - Azerbaijão (8) - Bangladesh (2) - Bielorrússia (15) - Bélgica (1) - Bulgária (15) - Camarões (2) - Canadá (12) - China (15) - Taipé Chinesa (15) - Colômbia (15) - Ilhas Cook (1) - Cuba (8) - Chipre (2) - Chéquia (6) - República Dominicana (7) - Equador (2) - Egito (10) - El Salvador (2) - Estados Federados da Micronésia (1) - Finlândia (4) - França (15) - Geórgia (6) - Alemanha (10) - Grã-Bretanha (6) - Grécia (15) | - Honduras (2) - Hong Kong (1) - Hungria (11) - Índia (9) - Indonésia (14) - Irão (8) - Iraque (5) - Israel (2) - Itália (9) - Japão (15) - Cazaquistão (15) - Kiribati (1) - Quirguistão (6) - Letônia (6) - Lituânia (2) - Macau (2) - Malásia (6) - México (7) - Moldávia (7) - Mónaco (1) - Birmânia (6) - Nauru (4) - Nepal (2) - Países Baixos (1) - Nigéria (8) - Coreia do Norte (12) - Noruega (1) - Palau (1) | - Papua-Nova Guiné (1) - Polónia (15) - Catar (3) - Roménia (7) - Rússia (15) - Samoa (2) - Eslováquia (8) - Ilhas Salomão (1) - África do Sul (5) - Coreia do Sul (15) - Espanha (15) - Sri Lanka (1) - Síria (2) - Tajiquistão (1) - Tailândia (15) - Tonga (1) - Tunísia (3) - Turquia (15) - Turquemenistão (8) - Tuvalu (1) - Ucrânia (15) - Estados Unidos (15) - Uzbequistão (8) - Venezuela (14) - Vietname (14) - Iêmen (2) |